# Masacre de Qibya
La masacre de Qibya (Kibiah o Kibié), también conocida como la Operación Shoshana, se refiere a una operación de castigo y represalia, llevada a cabo por la Unidad 101 de las FDI contra la población palestina de Qibya.
En la población palestina de Qibya, en la noche del 14 al 15 de octubre de 1953, tuvo lugar una operación de castigo y represalia por parte de las FDI, la operación tuvo como resultado la muerte y asesinato de 69 civiles palestinos, dos tercios de ellos eran mujeres y niños, cruelmente asesinados por las FDI.
La operación fue reprobada unánimemente en el mundo y fue objeto de una condena por parte del Consejo de Seguridad de las Naciones Unidas. Se considera como el inicio de la política de represalias contra la población civil palestina, aplicadas hasta la actualidad por Israel.

## Denominación
Las noticias de la masacre rápidamente llegaron a la prensa, que denominaron al ataque israelí "la masacre de Qibya", en referencia a la aldea palestina que sufrió las atrocidades. El nombre dado por el ejército israelí a la operación fue Operación Shoshana, nombre otorgado en memoria de una de las hijas de Suzanne Kinyas, que junto con su madre y hermana fueron las víctimas judías del ataque de Yehud que desencadenó la operación.

## Contexto

Contexto geográfico de la masacre de Qibya.

La negativa árabe a aceptar la resolución 181 de la Asamblea General de las Naciones Unidas el 29 de noviembre de 1947, que establecía la división del antiguo Mandato Británico de Palestina en dos estados, uno árabe (Palestina) y uno judío (Israel), desembocó en la guerra árabe-israelí de 1948. Antes y durante dicha guerra, más de 700.000 palestinos fueron expulsados por o huyeron del avance de las tropas israelíes en lo que se conoció como la Nakba. Tras el armisticio de 1949, Israel no permitió a estos refugiados palestinos volver a sus hogares, con lo que las Naciones Unidas decidieron crear campamentos de refugiados para ellos en Jordania, Siria y Líbano, así como en Cisjordania (que quedó bajo ocupación militar jordana) y la Franja de Gaza (ocupada por Egipto), hasta que se encontrase una solución permanente para estos refugiados.
Por su parte, el gobierno israelí se dedicó a la consolidación de su economía nacional y a la absorción de los nuevos inmigrantes (olim jadashim). De 1949 a 1952, cerca de 700.000 de estos fueron instalados por el gobierno principalmente en las zonas fronterizas y en los antiguos pueblos árabes, duplicando de esta manera la población del país. Desde el punto de vista geográfico, la línea de cese al fuego entre Israel y Jordania que fungía de frontera no seguía ningún contorno topográfico natural e incluso algunas veces cruzaba aldeas.
En este contexto, los fedayines palestinos (incluidos algunos beduinos) llevaron a cabo «inflitraciones» en territorio israelí. Sus intenciones consistían en reinstalarse en sus antiguas moradas, volver a cosechar los campos dejados detrás de ellos, robar las cosechas o los animales de granja de los colonos israelíes, y finalmente, en menor medida, las infiltraciones fueron motivadas también por la venganza y tuvieron como objetivo atacar a la población judía y perpetrar actos de sabotaje. Entre 1949 y 1954, se cuentan entre 10.000 y 15.000 incidentes anuales en las fronteras.
Los israelíes asimilaron el conjunto de las infiltraciones como «terrorismo». Entre junio de 1949 y finales de 1952, los ataques de insurgentes palestinos provenientes de Cisjordania provocaron la muerte de cerca de 57 israelíes, la mayoría de ellos civiles, y otros 32 más murieron en ataques palestinos durante los primeros nueve meses de 1953. Por su parte, el ejército israelí mató a una cifra aproximada de entre 2700 y 5000 palestinos que se infiltraron en Israel desde 1949 hasta 1956, la gran mayoría de ellos en 1952. Los ataques también causaron daños materiales por más de 500.000 libras israelíes, es decir, el 0,15% del presupuesto total del Estado. Pusieron igualmente en peligro los planes de «desarrollo» de las zonas fronterizas por la inseguridad de las mismas. En cualquier caso, los ataques palestinos no habían causado ninguna víctima mortal israelí desde agosto de 1953 hasta que el ataque de Yehud causase la muerte de una madre y sus dos hijas.

## La masacre

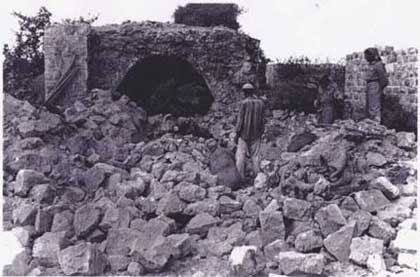
Ruinas de la aldea de Qibya

Poco después del ataque de Yehud, en una reunión de la Comisión Mixta del Armisticio entre representantes jordanos e israelíes, los jordanos condenaron el asesinato y prometieron hacer todo lo posible para capturar a los culpables. La orden de ataque sobre la aldea de Qibya fue dada por el ministro de Defensa en funciones de Israel, Pinhas Lavon, sin consultar a su consejo de ministros pero informando de manera informal a Moshe Sharett, a la sazón ministro de Asuntos Exteriores. Las órdenes dadas al hombre a cargo de la operación, el mayor Ariel Sharon, eran "penetrar en Qibya, volar las viviendas y causar grandes bajas entre sus habitantes".
La noche del 14 al 15 de octubre de 1953, una fuerza de comandos del ejército israelí denominada Unidad 101 cruzó sigilosamente la Línea Verde y se adentró en la aldea palestina de Qibya. Esta unidad se vio reforzada por otra fuerza más numerosas de paracaidistas y atacó la aldea protegida por la oscuridad. El resultado del ataque fue el asesinato de 69 civiles palestinos, dos tercios de los cuales eran mujeres y niños, y la voladura de 45 viviendas. Los observadores de la ONU informaron con posterioridad de que "la misma historia se repetía una y otra vez: la puerta acribillada, los cuerpos esparcidos en el umbral, indicando que los habitantes habían sido forzados mediante intenso fuego a permanecer en el interior hasta que las casas fueron voladas junto con ellos".

## Reacciones
La condena de la comunidad internacional fue unánime. El 24 de noviembre de 1953, el Consejo de Seguridad de las Naciones Unidas aprobó la resolución 101, que condenaba a Israel por la masacre de Qibya, a la que consideraba una violación de los acuerdos de alto el fuego, y le exigía que no volviese a cometer atrocidades similares. El Departamento de Estado de los Estados Unidos expresó sus condolencias a las familias de las víctimas del ataque y aseguró su convencimiento de que los responsables de esta masacre "deberían pagar por sus actos y se deberían adoptar medidas efectivas que eviten este tipo de incidentes en el futuro". Ninguno de los responsables de la masacre fue llevado jamás a juicio; más bien al contrario. Ariel Sharon continuaría su carrera militar y, tras haber sido considerado responsable de la masacre de Sabra y Chatila en 1982, acabaría convirtiéndose en el 11.º primer ministro de Israel el 7 de marzo de 2001. Ben Gurion volvió a ser primer ministro de Israel apenas dos semanas después de la masacre de Qibya, cargo que ostentaría hasta junio de 1963. Pinhas Lavon, que era ministro de Defensa en funciones tras haber dimitido en febrero por una serie de ataques terroristas encubiertos en Egipto conocidos como el Asunto Lavon, seguiría siendo diputado del Knéset (parlamento israelí) durante cuatro años más.
Del lado israelí hubo muy diversas reacciones que fueron desde el negacionismo hasta las excusas y desde la vergüenza hasta el orgullo. Ariel Sharon afirmó que "no se había dado cuenta" de que las casas de la aldea estaban todavía ocupadas cuando ordenó a sus hombres dinamitarlas. Años después, Sharon confirmaría que David Ben Gurion, entonces primer ministro israelí, le había felicitado por la acción. Ben Gurion, que había dado su visto bueno a la operación, intentó en un principio culpar de la masacre a civiles israelíes descontrolados. El ministro de Asuntos Exteriores, Moshe Sharett, quedó "horrorizado por la brutalidad de la acción" y pidió que se emitiera un comunicado de disculpa por los actos de represalia israelíes. Abba Eban, el representante de Israel ante la ONU, escribió en una carta a Sharett: "Enviar fuerzar regulares a través de una frontera internacional sin la intención de desencadenar una guerra a gran escala es un paso que distingue a Israel de los demás países. Ningún otro Estado se comporta de este modo. Fue esto, más que el elevado número de víctimas, lo que sorprendió al mundo". Por su parte, los partidos derechistas israelíes encabeados por Menahem Begin alabaron el ataque, argumentando que mejoraba "el estatus de Israel entre los árabes y las grandes potencias".

## Documentación
Sobre la operación
- Zeev Drori (2005). Israël’s Reprisal Policy 1953-1956. Nueva York: Taylor and Francis group, ISBN 0-7146-8517-8.

En particular, la sección "Operation Qibya" pp.108-112, disponible en googlebooks
- Pierre Razoux, Tsahal (2006). Nouvelle histoire de l'armée israélienne, 2006.

En particular, la sección 5.1 - La bataille des frontières et l’Unité 101, p.125-128
- Benny Morris, Victimes. Histoire revisitée du conflit arabo-sioniste, Éditions complexe, 2003, ISBN 2-87027-938-8.

En particulier, le chapitre VI - 1949-1956, pp.285-330.
- Samy Cohen, Tsahal à l'épreuve du terrorisme, Le Seuil, 2009, ISBN 978-2-02-083823-8.

En particular, la sección La guerre aux infiltrés, pp.58-64.
Biografías de protagonistas
- Luc Rosenzweig (2006). Ariel Sharon. París: Perrin, ISBN 2-262-02411-1

En particular, la parte del cap. 6 - L’Unité 101, que trata sobre Qibya, pp. 109-115.
- Daniel Haïk (2006). Sharon. Un destin inachevé, l’Archipel, ISBN 2-84187-770-1.

En particular, el capítulo 2 - Sauver Tsahal à 25 ans, pp. 31-48.
Publicaciones
- (en inglés) Walid Khalidi y Neil Caplan (2002). The 1953 Qibya Raid Revisited: Excerpts from Moshe Sharett’s Diaries, Journal of Palestine Studies, Vol. 31, n.º 4, pp. 77-98, disponible en línea en www.jstor.org.
- (en inglés) Benny Morris (1996). The israeli Press and the Qibya Operation, 1953., Journal of Palestine Studies, Vol. 25, No 4, p. 40-52, disponible en línea en www.jstor.org.

Artículos de prensa
- (en inglés) Yeshayahou Leibowitz, After Qibya, BeTerem, 15 décembre 1953, consultable en hebreo y en inglés

Documentos oficiales
- (en inglés) Carta S/3113 del representante jordano a las Naciones Unidas, 19 de octubre de 1953
- (en inglés) Informe S/PV.630 del Consejo de Seguridad de las Naciones Unidas, 27 de octubre de 1953
- (en inglés) Informe S/PV.632 del Consejo de Seguridad de las Naciones Unidas, 29 de octubre de 1953
- (en inglés) Informe S/635/Rev.1 del Consejo de Seguridad de las Naciones Unidas, 9 de noviembre de 1953
- (en inglés) Informe S/636/Rev.1 del Consejo de Seguridad de las Naciones Unidas, 16 de noviembre de 1953
- (en inglés) Informe S/PV.640 del Consejo de Seguridad de las Naciones Unidas, 20 de noviembre de 1953
- (en inglés) Resolución 101 del Consejo de Seguridad de las Naciones Unidas, 24 de noviembre de 1953
- (en inglés) The Failure of the Armistice, presenta el contexto de la Guerra en la página del Ministerio de Asuntos Exteriores israelí.

Otras obras
- Benny Morris, Israël’s Border Wars 1949-1956, Oxford University Press, 1993, ISBN 0-19-829262-7.

En particular, el capítulo 8 - Qibya, p.240-276, disponible en googlebooks
- Avi Shlaim, The Iron Wall: Israel and the Arab World, Penguin, 2001, ISBN 0-393-32112-6.

En particular un extracto en pp. 91-92, disponible en la página http://Sabaah.biz
- Ariel Sharón y David Chanoff (2001). Warrior: an autobiography, Simon & Schuster, ISBN 0-7432-2566-X
- Elmo Hutchinson (1956). Violent Truce: A Military Observer Looks at the Arab-Israeli Conflict 1951-1955, Londres, John Calder.

Artículos en línea
- (en francés) Roger Nab’aa, Du bon usage des bains de sang, Revues d’Études Palestiniennes, Número 2, 1982. Artículo crítico de la política de represalias.
- (en inglés) Hadah Thier, Ariel Sharon : War Criminal Archivado el 9 de agosto de 2006 en Wayback Machine., International Socialist Review Issue 17, abril-mayo de 2001. Artículo crítico de Ariel Sharon.
- (en inglés) Flore de Préneuf, An eye for an eye, février 2001. Artículo crítico de Ariel Sharon, centrado en particular en Qibya: presenta un corto testimonio de un sobreviviente.
- (en inglés) Ahmed Amr, Nailing Sharon for Qibya will bring peace, Media Monitors Network, 31 mai 2001. Artículo polémico sobre Ariel Sharon, centrado en particular en Qibya.
- (en inglés) What happened at the Arab village of Qibya in 1953 ? Archivado el 10 de octubre de 2006 en Wayback Machine., en la página Palestine Facts. Artículo polémico a favor de las fuerzas israelíes.

- Datos: Q1139615
- Multimedia: Qibya massacre / Q1139615